# Paphinia randi
 (novembre 2021).
Espèce
Paphinia randi Linden & Rodigas est une espèce d'orchidée appartenant à la sous-tribu des Stanhopeinae.
Lors de la description de la plante, les auteurs semblent avoir hésité à voir dans ce taxon une espèce à part entière ou une variété de Paphinia cristata.

## Étymologie
Nom donné en l’honneur de l’Américain Edward Sprague Rand Jr, riche amateur de Glen Ridge, au Massachusetts, et auteur d’un ouvrage de culture des orchidées.

## Synonyme
- Paphinia cristata var. randi L.Lind. & Rodigas. Lindenia 1: 65 (1885).
- Lycaste randi (Linden & Rodigas) Nicholson.

## Diagnose
Sepala petalis valde latiora, rubro lateritio vel haematetico colorata; sepala atque petala margine et signis albidis picta.
- Linden & Rodig. Lindenia 1: 65 (1885).

## Répartition et biotope
Brésil.

## Culture
Voir Paphinia cristata.